# Pittosporum reticosum
Pittosporum reticosum är en tvåhjärtbladig växtart som beskrevs av Ridley. Pittosporum reticosum ingår i släktet Pittosporum och familjen Pittosporaceae. Inga underarter finns listade.